# Księstwo Achai
Księstwo Achai, znane również jako Księstwo Morei – jedno z państw feudalnych założonych na ziemiach Cesarstwa Bizantyjskiego w wyniku następstw IV krucjaty w 1204 r. Księstwo Achai istniało w latach 1205–1432. Przez długi czas było jednym z najsilniejszych państw łacińskich w Grecji i słynęło z wysoko rozwiniętej kultury rycerskiej. W 1432 ziemie księstwa powróciły do Cesarstwa Bizantyjskiego.

## Tło historyczne
Wojskom IV wyprawy krzyżowej udało się zdobyć Konstantynopol, co w praktyce położyło kres integralności terytorialnej Cesarstwa Bizantyjskiego. Łacinnicy, znani na Wschodzie jako Frankowie (stąd okres ich rządów w Grecji jest znany jako Frangokratia), uważali się za kontynuatorów państwowości rzymskiej i wybrali własnego cesarza, dając w ten sposób początek tak zwanemu Cesarstwu Łacińskiemu. Początkowo łacinnicy kontrolowali tylko stolicę i okoliczne tereny. Większość z zajmowanych przez Bizancjum ziem znajdowało się teraz pod władzą lokalnych możnych, zwanych archontami. W wielu innych miejscach panował chaos i administracja lokalna w zasadzie przestała istnieć.
Początki księstwa Achai są powiązane z wyprawą Bonifacego z Monferratu, który po przegranej walce o koronę Cesarstwa Łacińskiego, rozpoczął proces podbijania ziem do których prawa otrzymał w wyniku ugody z Wenecjanami i Baldwinem Flandryjskim. Peloponez, podobnie jak środkowa Grecja, były wówczas zdominowane przez jednego z lokalnych możnych, Leona Sgurosa. W wyniku wyprawy łacinników, państewko Leona załamało się, a Morea stała się areną walk między greckimi możnymi.

## Podbój
Pod koniec roku 1204 na teren półwyspu przybył Gotfryd Villehardouin, bratanek słynnego kronikarza IV wyprawy krzyżowej, o tym samym imieniu i nazwisku. Gotfryd chciał wziąć udział w krucjacie, ale jego hufiec nie ruszył z głównymi siłami, tylko drogą morską od razu przeprawił się do Syrii. Na wieść o poczynaniach krzyżowców postanowił przyłączyć się do łacinników w Grecji. Zła pogoda uniemożliwiła mu jednak dotarcie do cesarskiej stolicy i zmusiła do postoju w Methoni w Messeni. W grudniu 1204 roku lokalny archont zaproponował mu sojusz, chciał skorzystać z łacińskiej pomocy w walkach ze swoimi rywalami.
Gotfryd szybko jednak zorientował się, że Grecy są mocno osłabieni i zaczął podporządkowywać sobie ziemie Peloponezu. Brakowało mu jednak wojsk i w tym celu udał się z wizytą do obozu Bonifacego, który w tym czasie oblegał Nauplion. Tam, król Tessaloniki, zaoferował Villehardouinowi ziemię i przywileje w zamian za złożenie hołdu. Gotfryd spotkał jednak Wilhelma z Champlite, członka rodziny której Villehardouinowie byli wasalami. Namówił on Wilhelma do wspólnej ekspedycji, opowiadając mu o bogactwach Peloponezu, który określił mianem Morei.
Wilhelm uległ namowom i Bonifacy zgodził się na ekspedycję. Wojska Wilhelma i Gotfryda bardzo szybko podporządkowywały sobie kolejne greckie miasta. Patras zostało zdobyte przy pierwszym szturmie. Andrawida, stolica Elis, skapitulowała bez walki. Poddała się też Mesarea i Arkadia, choć ta ostatnia przez jakiś czas stawiała opór. Krzyżowcy bez walki zajęli Modon, a twierdza w Koron poddała się po krótkim oblężeniu. Szybkie sukcesy krzyżowców przeraziły Michała Angelosa, która w czasie wyprawy zbiegł z obozu Bonifacego do Epiru i ogłosił się tam niezależnym władcą. Jego wojska przeprawiły się przez cieśninę koryncką i zaatakowały łacinników w Messeni. Tak zwana bitwa w Gaju Oliwnym zakończyła się porażką Greków. Łacinnicy spotkali się z oporem w Lakonii, Nikli, Weligosti i ze strony słowiańskich Melingów. Nie były to jednak skoordynowane działania, zdolne do wyparcia najeźdźców. Krótko po bitwie w Gaju Oliwnym, pod kontrolą Greków znajdowały się tylko Nauplion, Korynt, Lakonia, Monemwasia, Nikli, Weligosti, Leonidio Tsakonów i Tajgetos należący do Melingów. Wilhelm z Champlite mógł zatem tytułować się księciem Morei. Villehardouin otrzymał w dziedziczne posiadane Messenię i Kalamatę. W 1206 roku Wenecjanie zajęli Modon oraz Koron, który należał do Villehardouina. Jako rekompensatę Gotfryd otrzymał Arkadię.

## Organizacja państwa
Wilhelm z Champlite w zasadzie tylko założył księstwo Achajskie. Krótko po podboju dowiedział się o śmierci Ludwika, jego starszego brata, w związku z czym powrócił do Francji, aby objąć swoje burgundzkie dziedzictwo. Przed opuszczeniem Grecji zwołał jednak radę, która miała zająć się zorganizowaniem porządku prawnego i dokonać nowego podziału zdobytych ziem. W jej skład weszli dwaj biskupi łacińscy, dwaj rycerze i czterech lub pięciu, lokalnych, greckich dostojników. Komisji przewodził Vilehardouin. Komisja dokonała podziału ziem, który następnie Wilhelm zatwierdził. Po mianowaniu swojego bratanka Hugh bailifem, w 1209 roku książę powrócił na Zachód. Zmarł jednak w drodze, w czasie pobytu w Apulii a jego bratanek umarł wkrótce potem. Vilehardouin sam ogłosił się bailifem i został faktycznym władcą księstwa.
Pierwszą decyzją Villehardouina było zwołanie parlamentu, czyli posiedzenia możnych, w Andrawidzie. Zapadła tam decyzja o stworzeniu komisji, która dokonała spisu majątków i dóbr na terenie księstwa. Z achajskiego odpowiednika Domesday Book wynika, że księstwo zostało podzielone na dwanaście baronii. Rządzący nimi baronowie zasiadali, obok innych posiadaczy ziemskich (kleru i możnych greckich) w Wysokim Sądzie, który nie tylko rozstrzygał spory prawa feudalnego, ale pełnił także rolę doradczą. Wiemy również, że każdy baron wzniósł swoją twierdzę, prawdopodobnie z obawy przed podbitymi Grekami. Świadczy o tym choćby nazwa jednego z najważniejszych zamków- Matagrifon, dosłownie "Zabij Greka" (łacinnicy często określali Greków mianem Grifon), co wskazuje że nowi władcy liczyli się z możliwością rebelii. Rody założycielskie nie przetrwały zbyt długo, wiemy, że już w 1278 roku zaledwie jeden ród przybył do Morei razem z Champlite i Gotfrydem.
Oprócz dwunastu świeckich, dziedzicznych baronii, funkcjonowało jeszcze siedem dużych kościelnych posiadłości ziemskich, przypisanych do urzędów arcybiskupich i niektórych biskupstw. Organizacja kościoła łacińskiego w księstwie Morei pokrywała się z siecią biskupstw greckich. Na czele kościoła stał arcybiskup Patras, noszący tytuł primusa Achai. Podlegało mu sześciu sufraganów w Modon, Koron, Olenie, Weligosti, Amyklai i Lakonii. Arcybiskup posiadał osiem lenn rycerskich, biskupi po cztery. Po cztery lenna przyznano także trzem zakonom rycerskim: Krzyżakom, Joannitom i Templariuszom. Biskupi mieli ponadto prawo do zasiadania w Wysokim Sądzie, pod warunkiem że rozpatrywana przezeń sprawa nie dotyczyła morderstwa. Biskup Oleny, rezydujący w Andrawidzie, stolicy księstwa, często korzystał z tego prawa.
Po podziale ziemskim Villehardouin zabrał się za uregulowanie sprawy służby wojskowej. Wszyscy wasale byli zobowiązani do służenia pod bronią przez cztery miesiące w roku. Kolejne cztery miesiące w roku musieli służyć w garnizonach. Pozostałe cztery miesiące mogli spędzać w domu, tam jednak także musieli pozostawać w gotowości na każde wezwanie księcia. Po przekroczeniu sześćdziesiątego roku życia, rycerz był zwolniony ze służby, musiał go jednak zastąpić syn albo inny męski przedstawiciel rodziny. Ci spośród rycerzy którzy posiadali cztery lenna, musieli ponadto wystawić jeszcze jednego rycerza i dwunastu giermków. Ci którzy mieli więcej niż cztery lenna, za każde dodatkowe musieli wystawić dwóch konnych giermków albo jednego rycerza. Każdy rycerz i giermek musiał ponadto posiadać przynajmniej jednego służącego, którego musiał sam utrzymywać. Społeczeństwo łacińskie w Grecji było więc mocno zmilitaryzowane co częściowo tłumaczy łatwość z jaką w większości przypadków narzucali władzę podbitym Grekom.
Oprócz Wysokiego Sądu w księstwie Morei istniał także sąd mieszczański w którym zasiadali przedstawiciele mieszczaństwa. Przewodził mu, nominowany przez księcia urzędnik z tytułem Wicehrabiego. Kronika Morei wspomina o kilkunastu posiedzeniach takiego sądu. Wydaje się, że każda z większych, wymienionych wcześniej dwunastu baronii również posiadała własny sąd, który rozstrzygał w sprawach lokalnych. Z czasem, w księstwie Morei pojawiły się typowe dla łacinników tytuły dworskie. I tak na dworze znajdował się dziedziczny marszałek, kanclerz (który zasiadał w Wysokim Sądzie podczas nieobecności księcia, mógł również z jego upoważnienia podpisywać traktaty i inne oficjalne dokumenty), szambelan, wielki konstabl, skarbnik oraz inspektor (sprawdzał zaopatrzenie i stan garnizonów).
Najwięcej o organizacji samego społeczeństwa w księstwie Achai mówi Księga Zwyczajów Cesarstwa Romanii, kodyfikacja asyz, dokonana najprawdopodobniej w pierwszej połowie XIV wieku. Na jej podstawie możemy stwierdzić, że społeczeństwo w księstwie Morei dzieliło się na sześć kategorii- książę, dwunastu baronów, znaczniejsi i pomniejsi wasale (wśród których znajdowali się także Grecy), wolni ludzie oraz ludność służebna. Po objęciu władzy, książę musiał przysięgać na ewangelie że będzie przestrzegał wszystkich praw i zwyczajów cesarstwa Romanii. Po zaprzysiężeniu dwunastu baronów i ważniejsi wasale składali mu bezpośrednio hołd. Książę dzierżył władzę zwierzchnią, ale nawet on nie mógł ukarać żadnego ze swych wasali bez zgody Wysokiego Sądu. Prawo do wznoszenia zamków na terenie księstwa było zarezerwowane dla księcia i dwunastu baronów. Żaden z wasali nie mógł opuszczać księstwa bez powiadomienia władcy, jeśli tego nie zrobił ryzykował utratę posiadłości. Książę nigdy nie odmawiał prawa do wyjazdu jeśli dotyczył on spraw dziedziczenia lub pielgrzymki, ale wówczas wasal musiał powrócić do Morei przed upływem dwóch lat i dwóch dni. Na księciu spoczywał również obowiązek pomocy wasalowi gdyby ten utracił swoje posiadłości. Książę nie mógł również nakładać nowych podatków na rycerstwo, wolnych ludzi ani ludność służebną należącą do któregoś z wasali. Opodatkowywany musiał wyrazić zgodę na zapłacenie nowego podatku. Poddani księcia mieli prawo oskarżyć go przed Wysokim Sądem a ten (zdarzało się to w praktyce) rozpoczynał wówczas sprawę przeciwko władcy. Pokazuje to że książęta Achai nie byli autokratami a raczej "primus inter pares".
Poza księstwem Naksos w okresie panowania dynastii Crispo, w żadnym państwie łacińskim w Grecji nie obowiązywało dziedziczenie na zasadach prawa salickiego. Tymczasem wielu łacińskich książąt i ważniejszych baronów, umierało bez męskich potomków a władza przechodziła w ręce ich córek. William Miller zauważa, że "rzadko kiedy w historii udział kobiet w rządzeniu był tak znaczący". Fakt ten jest o tyle ciekawszy, że społeczeństwa łacińskie w Grecji były mocno zmilitaryzowane. Doprowadzało to jednak do wielu sporów dotyczących mariaży i dziedziczenia. W przypadku wygaśnięcia męskiej linii rodu, prawo chroniło księcia przed przejściem lenna w ręce któregoś z jego rywali bądź nieprzyjaciół. Ponadto żaden z lenników księcia nie mógł odsprzedać bądź oddać swoich ziem bez zgody suzerena. W razie śmierci dotychczasowego pana, dziedzic miał dwa lata i dwa dni aby pojawić się i objąć należne mu władztwo. Wszyscy wolni ludzie w księstwie Achai mogli czynić zapisy testamentowe, ale żaden z rycerzy nie mógł przekazać swoich ziem kościołowi, zakonom ani ludziom których książę uważała za swych nieprzyjaciół.
Niektórzy Grecy również należeli do wyższych warstw społecznych, ale była to bardzo nieliczna grupka. Źródła wspominają o greckich feudałach, wiemy na przykład że archontowie Elis i Arkadii zawarli z Wilhelmem z Champlite specjalny układ na mocy którego zachowali wszystkie swoje przywileje i ziemie wraz ze służbą. Bardzo podobne ugody zawarli mieszkańcy Koron, Kalmaty, Arkadii, Niklii i Lakonii. Miażdżąca większość Greków należała jednak do najniższej grupy społecznej, czyli była ludnością służebną. Ich prawa i swobody były bardzo mocno ograniczone. Nie mogli oni na przykład zawierać małżeństw bez zgody pana. Jeśli zmarli nie pozostawiając żadnego syna- cały ich majątek przepadał na rzecz władcy a córki czy wdowa zostawały z niczym. Pan miał ponadto prawo do dysponowania majątkiem swoich poddanych za życia z tym jednak zastrzeżeniem że musiał im pozostawić tyle aby mogli przeżyć. Panowie mogli też "wymieniać" się poddanymi. Zeznania ludności służebnej nie mogły służyć za dowód w sądzie przeciwko rycerstwu. Uzyskanie pełnej wolności osobistej było możliwe tylko dwiema drogami- albo przez specjalny akt wystawiony przez księcia albo przez małżeństwo z wolnym mężczyzną (opcja ta była więc możliwa tylko dla niewolnych kobiet). Źródła wskazują jednak że panowie łacińscy nie byli zbyt surowi dla swoich greckich poddanych, nie naruszali ich własności i przyznali im też kilka praw jak na przykład prawo do wypasu zwierząt czy używania pańskich lasów.

## Kościół
Zwierzchnikiem wszystkich kościołów na łacińskim Wschodzie miał być patriarcha Konstantynopola który był Wenecjaninem i w związku z tym na stanowiska arcybiskupie powoływał innych Wenecjan. Duchowni łacińscy w księstwie Achai byli zaś w przeważającej mierze Francuzami i sami chcieli obsadzać wyższe stanowiska. Doprowadziło to do poważnego sporu, który zakończył dopiero papież Honoriusz III, przyznając kościołowi achajskiemu niezależność od Konstantynopola. Wówczas jednak pojawiły się problemy innego typu. Wielu duchownych nie przejmowało się zbytnio swoim powołaniem i prowadziło bardzo świecki styl życia. Wielu było też takich którzy pojawili się w swojej diecezji tylko po nominację a później wracali do Francji, pobierając tylko pensję z Grecji. Nie brakowało również takich duchownych którzy wydawali majątek kościoła na prywatne potrzeby. Poza tym dochodziło do częstych sporów ze świeckimi baronami. Arcybiskup Patras chciał na przykład wybudować swój własny zamek za co Aleman, miejscowy baron, aresztował go, jego sekretarza pozbawił nosa a kościół świętego Teodora obrał na swoją siedzibę i zamienił w twierdzę. Villehardouin nie był w tym względzie lepszy od swoich baronów- nie płacił dziesięciny, mimo że zobowiązał się do tego, składając przysięgę przed bitwą w Gaju Oliwnym. Ponadto nie zezwalał na istnienie sądów dla duchownych i kler był sądzony przed świeckimi trybunałami. Nie wspierał również kościoła łacińskiego w próbach pozyskania wiernych wśród Greków.

## Gotfryd I
Po uporządkowaniu spraw wewnętrznych Villehardouin zaczął przyłączać do swojego państwa tereny pozostające pod kontrolą Greków. Jako pierwsze zaatakowano Weligosti i Nikli, rozdzielone już pomiędzy baronów, ale jeszcze nie opanowane. Pierwsze miasto zostało bardzo szybko zdobyte, ale drugie stawiało zacięty opór. Miasto ostatecznie udało się zdobyć dzięki zaangażowaniu greckich możnych, poddanych Villehardouina, którzy namówili swoich rodaków do kapitulacji. Aby odstraszyć Tzakonów, łacinnicy wysłali przeciwko nim kilka ekspedycji. Wojska Villehardouina dotarły aż do Monemwasi. Ta twierdza, razem z Koryntem, Argos i Nauplią była sporym problemem dla księstwa Achai. Miały one bowiem duże znaczenie strategiczne a ciągle pozostawały poza kontrolą łacinników. Villehardouin wiedział, że dla Greków o wiele ważniejsze od politycznej niezależności jest możliwość kultywowania własnej wersji chrześcijaństwa i zachowanie dotychczasowych praw i zwyczajów. Aby nakłonić miejscowych możnych do współpracy, Geoffrey oficjalnie potwierdził wszystkie przywileje i jako że nie był religijnym fanatykiem, tolerował działalność kościoła greckiego i nie mieszał się w jego sprawy dopóki ten nie wtrącał się do polityki. Geoffrey wziął również udział w zjeździe w Ravennice, na którym uznał się za wasala cesarza łacińskiego i otrzymał tytuł seneszala Cesarstwa Łacińskiego.
Następnym palącym problemem była kwestia stosunków z Wenecją. Sporo terenów zajętych przez Villehardouina na Peloponezie została przyznana Wenecji w myśl traktatu rozbiorowego. Wenecjanie obsadzili tylko Modon i Koroni, ale mogli w każdej chwili zacząć zgłaszać pretensje do pozostałych terenów. Książę Achai spotkał się z weneckim gubernatorem Peloponezu na wyspie Sapienza. Zawarli tam porozumienie, na mocy którego Villehardouin zrzekał się roszczeń do Modonu i Koroni. Miejscowe biskupstwa miały jednak podlegać arcybiskupowi achajskiemu. Ponadto księstwo zobowiązywało się do udzielania gościny wszystkim obywatelom weneckim oraz zezwalało na powstanie faktorii kupieckich wraz z kościołem, magazynem i własnym sądem. Wenecjanie zaś przyznali Villehardouinowi i jego potomkom status obywateli Republiki oraz uznawali go za pana całej Morei. Sojusz z Wenecją opłacił się Geoffreyowi bardzo szybko. Robert z Champlitte, kuzyn Wilhelma, który ruszył na wschód aby objąć po nim władzę w Achai, został przez Wenecjan przetrzymany tak, by minął czas (jeden rok i jeden dzień) przewidziany na zgłoszenie roszczeń po zmarłym krewniaku. Villehardouin mógł w końcu ogłosić się księciem.
W 1210 roku łacinnikom z księstwa Achai, dzięki wsparciu greckich archontów i Ottona de la Roche, udało się w końcu zdobyć Akrokorynt. Nauplion skapitulowała krótko potem, choć Grecy wynegocjowali tam korzystne dla siebie warunki i udało im się utrzymać część ziem jako wasale Villehardouina. W 1212 roku padło Argos. Książęta Achai pan Aten i Teb podzielili między siebie skarby jakie zdobyli w Koryncie i Argos, także majątki kościelne co wywołało oburzenie w Rzymie. Za pomoc zbrojną, de la Roche otrzymał Argos i Nauplion jako lenna. Jedyną liczącą się twierdzą pozostająca w rękach Greków była Monemwasia. Po zakończeniu podbojów Villehardouin mógł wcielić w życie plan podziału ziem między wasali i dokończyć organizowanie kościoła.

## Gotfryd II
W 1229 roku zmarł Gotfryd Villehardouin a władzę objął jego syn i imiennik. Najbardziej palącym problemem nowego władcy był konflikt z duchowieństwem łacińskim. Sprawę udało się rozwiązać dzięki mediacji papieża Honoriusza III. W wyniku negocjacji podpisano konkordat, który jasno określał wzajemne obowiązki kościoła i władzy świeckiej. Przy okazji ustalono również oficjalny status kościoła greckiego. Księstwo Morei było silnym i bogatym państwem o czym świadczą choćby sumy jakie przeznaczył Gotfryd II na pomoc zagrożonemu cesarzowi łacińskiemu. Gdy w 1235 roku Konstantynopol został najechany przez połączone siły bułgarsko- nicejskie to właśnie oddziały księstwa Morei odegrały kluczową rolę w uratowaniu oblężonego miasta. W zamian za odsiecz, cesarz łaciński oddał Gotfrydowi zwierzchność nad księstwem Archipelagu, Euboią (która tak naprawdę była rządzona przez Wenecjan, ale w teorii podlegała Konstantynopolowi) i markizatem Bodonitzy. Księstwo Morei stało się najsilniejszym państwem łacińskim w Grecji i to do Gotfryda o pomoc zwracali się cesarze łacińscy gdy ich stolica była zagrożona. Zwierzchność Villehardouina uznawał także Mateusz, hrabia Kefalonii i Zante, oraz, przez pewien czas, Michał II z Epiru.

## Wilhelm I
W 1246 roku zmarł Gotfryd II, a księciem Achai został jego brat Wilhelm. W czasie swoich ponad trzydziestoletnich rządów
władca ten odegrał bardzo istotną rolę w historii Grecji, mając znaczący wpływ na niemal wszystkie ważniejsze wydarzenia. Był on pierwszym przedstawicielem swojej dynastii urodzonym w Grecji i władającym płynnie greką. Przez kronikarzy chwalony był za rycerskość i odwagę. Jego pierwszym posunięciem jako księcia była próba podporządkowania sobie Monemwasi, która nadal pozostawała w rękach greckich, co więcej, drogą morską utrzymywała nieustającą łączność z Cesarstwem Nicejskim. Wilhelm zapewnił sobie kontyngenty od wszystkich swoich wasali, w tym od księcia Aten, triarchów Negroponte i władców Cyklad. W przeciwieństwie do swoich poprzedników wiedział, że Gibraltaru Grecji nie da się zdobyć bez pomocy floty. W tym celu zawarł porozumienie z Wenecją, która użyczyła mu swoich okrętów. Mimo to oblężenie trwało aż trzy lata i nie zakończyło się zwycięstwem żadnej ze stron a obopólną ugodą- Grecy rządzący Monemwasią w zamian za uznanie władzy Wilhelma, mogli zachować wszystkie swoje prawa, dobytek i przywileje a na dodatek nie byli zobowiązani do służby wojskowej poza morzem, gdzie jednak musieli otrzymywać zapłatę.
Wilhelmowi udało się również podporządkować sobie niepokornych Tzakonów, którzy od czasów łacińskiego podboju pozostawali w zasadzie niezależni i cały czas swoimi łupieżczymi rajdami dawali się we znaki nowym władcom Peloponezu. Ostatnim, niezależnym elementem w księstwie Morei byli Słowianie z Tajgetu i górale z Mainy. Aby ich sobie podporządkować, Wilhelm stworzył cały system fortyfikacji okalający zamieszkałe przez nich tereny. Słowiańscy górale, odcięci od świata zewnętrznego uznali władzę księcia Morei i obiecali służbę w jego armii w zamian za zwolnienie ze wszystkich innych obowiązków feudalnych. Mimo ustaleń, górale nadal co jakiś czas urządzali łupieżcze wyprawy na okoliczne tereny. Miejscowy łaciński biskup otrzymał nawet od papieża zgodę na przebywanie we Włoszech z obawy przed najazdami.
Za rządów Wilhelma księstwo Morei przeżywało swój rozkwit i stało się sławne w całym łacińskim świecie jako ośrodek kultury rycerskiej. Odbywało się w nim wiele turniejów a jego szlachetnie urodzeni mieszkańcy słynęli z umiejętności bojowych i rycerskiego obycia. Według źródeł książę Achai dysponował około tysiącem rycerzy. Oprócz wasali, na dworze Wilhelma znajdowało się wielu rycerzy francuskich, którzy zwabieni romantyczną legendą państwa krzyżowców przybywali na wschód, mając nadzieję na zdobycie sławy i zasłużenie się w walkach o wiarę. Rozkwitał również handel a Andrawida była często odwiedzana przez kupców z Florencji i Sieny. Wilhelm zaczął bić własną monetę, dając tym samym wyraz swojej zamożności i niezależności.

## Wojna o sukcesję eubejską
W 1255 roku zmarła żona Wilhelma, która była jednym z triarchów Negroponte. Wilhelm uznał, że jako mąż dziedziczy tytuł po swojej żonie i zgłosił swoje roszczenia. Książę Morei był de iure suzerenem wyspy. Jednak jego plany zostania jednym z triarchów i osobistego przejęcia posiadłości zmarłej żony nie podobały się ani pozostałym triarchom ani Wenecji która de facto kontrolowała wyspę. Gugielmo de Verona, mąż siostrzenicy Wilhelma, razem z drugim triarchą, Narzotto dalle Carceri zawiązali sojusz i na spornej baronii obsadzili Grapellę, siostrzeńca Gugielmo. Poparła ich Wenecja, która ogłosiła, że w razie konfliktu weźmie stronę triarchów.
Książę Achai zajął północną baronię, należącą do zmarłej żony i wykorzystał ją jako swoją bazę wypadową. Jego siły były na tyle znaczne że zbuntowani triarchowie nie podjęli walki. Wilhelm postawił ich przed sądem feudalnym, jako swoich wasali. Zostali oni aresztowani i uwięzieni. Ich rodziny i stronnicy zwrócili się wówczas do Wenecji z prośbą o interwencję. Wenecki baliw poprosił Republikę o interwencję, ale w międzyczasie wojska księstwa Achai zajęły już Chalkis. Weneckie oddziały przysłane na wyspę odbiły miasto, ale jeszcze dwukrotnie zmieniło ono właściciela, zanim ostatecznie opanowali je Wenecjanie. W międzyczasie konflikt zdążył rozprzestrzenić się na niemal całą łacińską Grecję. Inni władcy łacińscy obawiali się rosnącej siły księstwa Morei i nie bali się, że jeśli Wilhelmowi uda się pokonać Wenecjan, stanie się dominującą siłą w regionie i narzuci swoją władzę również im. Po stronie buntowników opowiedzieli się zatem Wilhelm de la Roche, baron Weligosti i Damali (nominalny wasal księstwa Achai); Guy I de la Roche, książę Aten (który jako baron Naupli i Argos również był wasalem Wilhelma Villehardouina); Tomasz II ze Stromoncourt, senior Salony; Ubertino Pallavicini, markiz Bodonitzy; Geoffroy de Bruyeres, baron Karytainy.
Zaniepokojony konfliktem papież Aleksander IV, który obawiał się, że wojna doprowadzi do wzmocnienia Greków, zaapelował do Wilhelma II o uwolnienie więzionych baronów, co też książę Achai uczynił. Mimo że większość panów łacińskich wystąpiła przeciwko niemu, nie był on osamotniony. Po jego stronie opowiedzieli się bowiem Genueńczycy, którzy dostrzegli w konflikcie szansę na osłabienie pozycji Wenecjan w handlu na Morzu Śródziemnym. Genueńska flota regularnie wspierała lądowe siły księstwa Achai, znacznie zwiększając ich mobilność i skuteczność. Wilhelm II prowadził działania wojenne w sposób zdecydowany, nie dawał swoim przeciwnikom chwili wytchnienia i atakował zarówno Wenecjan jak i ich sojuszników. W 1258 roku najechał księstwo Aten z zamiarem całkowitego podporządkowania sobie Guya de la Roche. Wojska achajskie spotkały się z siłami koalicji w okolicach przełęczy nieopodal góry Karydi. Walki zakończyły się druzgocącą porażką Ateńczyków a ich książę został zmuszony do ucieczki i pozostawienia znacznej części swoich sił.
Guy zbiegł do Teb a Wilhelm na czele wojsk podążył jego śladem, chcąc ostatecznie pokonać rywali. Arcybiskup Teb wystosował jednak apel do księcia Aten o wstrzymanie działań wojennych i wezwanie to bardzo chętnie podchwycili rycerze Wilhelma. Greccy łacinnicy byli bowiem często ze sobą skoligaceni a zatem w tej wojnie zmuszeni byli do walki przeciwko swoim krewnym i powinowatym. Guy zaproponował pokój i obiecał stawić się przed sądem baronów achajskich. Wilhelmowi, wobec sprzeciwu wielu rycerzy z jego armii, nie pozostawało nic innego jak przystać na te warunki. Sąd nad Guyem odbył się w Nikli, gdzie jednak baronowie mający wydać wyrok orzekli że nie jako że nie są wasalami księcia Aten nie mogą go sądzić. Zaproponowali żeby wyrok wydał Ludwik IX, król Francji, mający bardzo duże poważanie wśród greckich łacinników. Wilhelm nie miał innego wyjścia jak tylko przyjąć orzeczenie sądu. Guy udał się zatem w długą i kosztowną podróż do Francji gdzie stanął przed obliczem Ludwika i został osądzony przez parlament paryskim. Zebrani tam możni orzekli że konieczność przebycia drogi dzielącej Grecję i Paryż jest wystarczającą karą za występki Guya. Przy okazji król Ludwik potwierdził tytuł książęcy władcy Aten i Teb. Sąd baronów achajskich obszedł się również bardzo łagodnie z Geoffroyem de Bruyeres. Rycerz ten był bezpośrednim wasalem księcia Achai i jako buntownik musiał liczyć się z bardzo ciężkimi karami. Zebrani baronowie zmusili jednak Wilhelma do pozostawienia de Bruyeresa jako barona Karytainy.
Po rozbiciu koalicji łacińskich władców, mimo braku nabytków terytorialnych, Wilhelm odniósł kolejny sukces. Udało mu się bowiem pokonać Wenecjan i zająć Orei. Doża wenecki upoważnił nawet baliwa w Negroponte do zawarcia pokoju z księciem Morei. Tymczasem jednak w wyniku innych wydarzeń sytuacja uległa bardzo gwałtownej zmianie, a triumfujący Wilhelm znalazł się w bardzo ciężkim położeniu.

## Upadek Cesarstwa Łacińskiego
W 1259 roku Wilhelm na czele rycerstwa łacińskiego z Grecji wziął udział w walkach przeciwko wojskom nicejskim, chcąc zatrzymać postępy tego rosnącego w siłę państwa, którego ostatecznym celem było odzyskanie Konstantynopola i ziem europejskich i odbudowa Cesarstwa. Doszło do bitwy pod Pelagonią która zakończyła się druzgocącą klęską przeciwników Nicei. Miała ona bardzo daleko idące skutki dla księstwa Achai. Książę Wilhelm dostał się do niewoli i został wysłany do Lampsakos gdzie stanął przed obliczem cesarza. Ten zaproponował mu uwolnienie w zamian za zrzeczenie się księstwa Achai, obiecywał także pieniądze na zakup rozległych posiadłości w Zachodniej Europie. Wilhelm II odmówił, tłumacząc że nie jest władcą absolutnym i nie może zrzec się ziem w imieniu swoich wasali. Razem z towarzyszącymi mu rycerzami został wtrącony do więzienia. Tron achajski był pusty a księstwo cały czas znajdowało się w stanie konfliktu z Wenecją. Ci spośród baronów którzy nie zginęli w bitwie pod Pelagonią i nie dostali się do niewoli, zwrócili się z prośbą do księcia Aten o zostanie regentem w czasie nieobecności Wilhelma. Guy de la Roche nadal przebywał we Francji i był świeżo po procesie przed parlamentem paryskim. Pozałatwiał wszystkie niecierpiące zwłoki sprawy i powrócił na Peloponez.
Jego pierwszą decyzją jako regenta było uwolnienie więzionych jeńców z wojny o sukcesję eubejską. Zaczął również bić własną monetę jako książę Aten i zarządca Achai. Jego rządy zadowalały baronów Morei i sytuacja wewnętrzna obydwu państw zaczęła się poprawiać, ale w 1261 roku łacinnicy otrzymali kolejny, bardzo mocny cios. Konstantynopol został zdobyty przez wojska Cesarstwa Nicejskiego, co oznaczało kres istnienia Cesarstwa Łacińskiego. Ostatni łaciński władca Konstantynopola, Baldwin II, został zmuszony do ucieczki. Przebywał on jeszcze jakiś czas na wschodzie, próbując nakłonić pozostałych łacinników do działań przeciwko odrodzonemu Bizancjum. Po bezowocnych staraniach, Baldwin powrócił do Europy.
Nowy Konstantyn, jak oficjalna propaganda nazywała Michała VIII, po odzyskaniu ziem cesarstwa w Tracji, Macedonii i Tessali, chciał również odbić południową część Grecji. Po trzech latach więżenia Wilhelma, udało mu się w końcu nakłonić władcę Achai do zrzeczenia się trzech strategicznie ważnych twierdz w Morei- Monemwasi, Mainy i Mistry. Ponadto Wilhelm uznawał Michała VIII swoim suzerenem i składał mu hołd. Sąd baronów Achai zgodził się na te warunki mimo sprzeciwów Guya de la Roche i w zamian za ich spełnienie Villehardouin został uwolniony i powrócił do Morei. Po odzyskaniu władzy książęcej natychmiast zawarł pokój z Wenecją i triarchami, na jego mocy pozostawał zwierzchnikiem wyspy, ale nie przejmował na własność baronii Orei. Wojna o sukcesję eubejską dobiegła końca a jej wszystkie strony ostatecznie doszły do porozumienia. Taki obrót spraw był koniecznością dla łacinników- teraz ich głównym powodem do obaw była rosnąca siła odrodzonego Cesarstwa Bizantyjskiego, które dążyło do odzyskania bezpośredniej władzy nad wszystkimi utraconymi terenami. Trzy twierdze w Morei, które w myśl ugody odstąpił Wilhelm, zostały obsadzone bardzo silnymi załogami. Cesarz obiecywał wszystkim Grekom zamieszkującym Peloponez pomoc i jego propaganda buntowała ich przeciwko łacinnikom. Jedność księstwa została zatem zniszczona a Bizancjum bardzo szybko podjęło próbę opanowania Morei.

## Walki z Bizancjum
Krótko po powrocie Wilhelma z niewoli i przekazaniu części terytorium księstwa Bizantyjczykom, doszło do walk między łacinnikami a Grekami. Bezpośrednią przyczyną była prowokacja ze strony Villehardouina, który objeżdżał całe swoje państwo na czele silnego oddziału, odwiedzając wszystkie ważniejsze ośrodki podległe jego władzy. Jego regiment odwiedził także okolicę Mistry, co Grecy uznali za znakomity pretekst do rozszerzenia swojej władzy na Peloponezie. Bizantyjski namiestnik zawarł sojusz z Melingami i zaczął atakować łacińskie posiadłości. Wraz z wybuchem walk, Wilhelm otrzymał wsparcie finansowe od papieża Urbana IV, który zwolnił go również od obietnic danych Michałowi VIII. W odpowiedzi cesarz bizantyjski wysłał na Peloponez silną armię, dowodzoną przez jego brata, Konstantyna. Bizantyjska flota zaczęła również nękać wyspy rządzone przez łacinników na morzu Egejskim, których Wilhelm był suzerenem. Po stronie Greków stanęli Genueńczycy i ich flota wspierała wojska greckie w atakach. Wilhelmowi pomagali łacinnicy z Negroponte i księstwa Achai.
W czasie gdy Frankowie zbierali swoje siły, Grekom udało się zająć Lacedemonię a Konstantyn pisał do brata iż "zajął trzecią część Peloponezu". Konstantyn otrzymał znaczne posiłki i ruszył na stolice księstwa, Andrawidę. Po drodze udało mu się opanować Weligosti i Karytainę. W okolicach Prynicy wojska greckie natknęły się na oddziały łacińskie i doszło wówczas do bitwy, która zakończyła się druzgocącą klęską Bizantyjczyków a sam Konstantyn musiał ratować się ucieczką do Mistry. W 1263 roku podjął jeszcze jedną próbę opanowania stolicy księstwa i na czele wojsk w skład których wchodziły także siły Melingów i Tzakonów, ponownie zaatakował księstwo Morei. Po początkowych sukcesach musiał jednak ponownie się wycofać. Doszło wówczas do sporu między Konstantynem a jego tureckimi najemnikami, którym zalegał z żołdem. Turcy nawiązali kontakty z niejakim Ancelinem de Toucy, łacińskim możnowładcą który po upadku Konstantynopola przeniósł się do Morei. Znał on język turecki i dzięki jego pośrednictwu, Turcy przeszli na stronę łacinników.
Wzmocnione wojska Wilhelma pomaszerowały na południe w stronę Makryplagi. Doszło tam do spotkania z wojskami greckimi i do bitwy, która pomimo początkowych trudności, zakończyła się zwycięstwem łacinników i masakrą Bizantyjczyków. Konstantynowi udało się zbiec, ale do niewoli dostali się praktycznie wszyscy dowódcy greccy. W ciągu kilku tygodni które upłynęły od bitwy Grecy utracili wszystkie swoje dotychczasowe zdobycze. W ich posiadaniu zostały tylko twierdze nadane im przez Wilhelma w zamian za uwolnienie. Klęska pod Makrypylagi oznaczała załamanie się ofensywy bizantyjskiej i pogrzebała plany szybkiego odbicia Peloponezu z rąk Franków. Wielu tureckich najemników zostało osiedlonych w Morei i przyjęło chrześcijaństwo. Chcąc zapewnić sobie spokój na tym froncie, Michał VIII zaoferował, że jego syn Andronik, poślubi Izabelę, córkę Wilhelma. Propozycja ta została jednak odrzucona przez łacińskich baronów, którzy upatrywali swojej szansy na przetrwanie w osobie Karola Andegaweńskiego, który po opanowaniu Sycylii i Neapolu planował zaangażować się w sprawy łacińskiego Wschodu.

## Andegawenowie i Lyon
24 maja 1267 roku w Viterbo, na dworze papieskim, doszło do spotkania między Klemensem IV, Karolem Andegaweńskim, zdetronizowanym Baldwinem II i Wilhelmem z Villehardouin. Zagrożony książę Morei uznał Karola za swojego suzerena i dziedzica. Po śmierci Wilhelma księstwo miało przypaść dynastii Andegawenów, nawet gdyby książę miał męskiego potomka (jego ewentualny syn miał jedynie otrzymać część ziem jako lennik). Załogi andegaweńskie miały obsadzić wszystkie ważniejsze twierdze w państwie. W zamian Karol zobowiązywał się chronić swojego nowego wasala i odzyskać dla niego utracone ziemie na Peloponezie. 27 maja tego samego roku, również w Viterbo, Karol zawarł również umowę z Baldwinem II. Na jej mocy władca Sycylii zobowiązywał się pomóc zdetronizowanemu cesarzowi odzyskać tron w ciągu siedmiu lat a w zamian Baldwin przekazywał mu wszystkie prawa zwierzchnie do ziem w Grecji oraz wszystkie terytoria Cesarstwa łacińskiego poza Konstantynopolem i wyspami Chios, Samos, Kos i miastem Mitylena. W razie wygaśnięcia dynastii z Courtenay, Andegawenowie mieli również odziedziczyć tytuł cesarski. Na mocy tych ugód Karol i jego dziedzice, stawali się de iure zwierzchnikiem łacińskich panów w Grecji. Po umocnieniu swojej władzy i pokonaniu Konradyna, pretendenta do tronu sycylijskiego, Karol zaczął energiczne przygotowania mające na celu realizacje swojej polityki wschodniej.
Jego plany zostały jednak pokrzyżowane przez papiestwo i brata, Ludwika IX. Ludwik planujący krucjatę mającą na celu wyzwolić Ziemię Świętą, nie zgadzał się na rozproszenie sił i skierowanie części z nich do walk w Grecji. Papiestwo negocjowało z Grekami unię kościelną i w związku z tym nie zezwalało na wrogie poczynania względem Konstantynopola. Karol Andegaweński, jako że jego pozycja była uzależniona i od papieża i Francji, musiał wstrzymać się z atakiem. Negocjacje między Michałem VII a papiestwem zakończyły się ostatecznie sukcesem i na soborze w Lyonie przypieczętowano unię kościelną. Jej zawarcie oznaczało, że Michał VIII jest teraz katolickim władcą, na takiej samej zasadzie jak królowie francuscy czy angielscy. Poza tym oznaczała również, że jest on prawowitym władcą Konstantynopola i wschodniego cesarstwa. Ten punkt widzenia był jednak, oczywiście, absolutnie nie do przyjęcia dla Karola Andegaweńskiego i jego łacińskich sojuszników. Ogłaszanie krucjaty przeciwko Bizancjum byłoby teraz wojną przeciwko katolickiemu monarsze, a co więcej, w dobie zagrożenia posiadłości chrześcijańskich na Wschodzie- działaniem na szkodę całego chrześcijaństwa. Wiedząc że jego państwo jest zabezpieczone przed krucjatą, Michał zaatakował w 1274 roku albańskie posiadłości Karola. Armia stacjonująca w Macedonii obległa Berat i Durazzo, najważniejsze twierdze Andegawenów w kontynentalnej Grecji. Mający problemy we Włoszech, Karol nie był w stanie wysłać znaczących posiłków na Wschód i jego wojska były tam w ciągłej defensywie. Księstwa Morei i Aten były jednak póki co względnie bezpieczne. Bizantyjczycy dokonywali co prawda rajdów łupieżczych, ale nie próbowali na większą skalę odbijać zajmowanych przez nie ziem.

## Kryzys
Reszta panowania Wilhelma z Villehardouin upłynęła na uporządkowywaniu spraw wewnętrznych. Wielu jego baronów było zainteresowanych tylko swoimi interesami i nie ustawało w wysuwaniu roszczeń, mimo rosnącego zagrożenia bizantyjskiego. Tak było na przykład z niejakim Pestelem, krewnym Izabelli de la Roche, wdowy po Gotfrydzie de Bruyeres. Jego władztwo miało przypaść księciu Morei, ale Pestel uzyskał korzystny dla siebie werdykt Karola Andegaweńskiego, który był teraz suzerenem Wilhelma. Książę zlekceważył wprawdzie ten wyrok, ale w 1277 roku Izabela wyszła ponownie za mąż, poślubiając Hugh, hrabiego Lecce i Brienne, należącego do rodu pretendującego do tytułu królów Jerozolimy. Hugh był oddanym stronnikiem Andegawenów i domagał się teraz praw do Karytainy dla swojej żony, która była jedyną dziedziczką Gotfryda z Bruyeres. Karol poparł te żądania i chcąc nie chcąc, Wilhelm musiał oddać znaczną część baronii Izabelli. Kolejną problematyczną sprawą była baronia Akowy. Która doprowadziła do poważnego sporu między Wilhelmem a Rodem St Omer, bardzo wpływowym w Księstwie Achai. Ostatecznie sprawa została rozstrzygnięta polubownie, ale w jej wyniku książę stracił sporo czasu. Krótko po zakończeniu sporu Wilhelm zmarł.
Wilhelm nie pozostawił po sobie męskiego potomka, a na mocy układów z Viterbo, księstwo Achai miało przypaść Andegawenom i tak też się stało. Według wstępnych ustaleń Peloponez miał otrzymać Filip Sycylijski, syn Karola I, jako mąż Izabeli z Villehardouin. Filip zmarł jednak jeszcze przed śmiercią Wilhelma. Jedynymi dziedziczkami były wówczas czternastoletnia Izabela i Małgorzata, mająca zaledwie dwa lata. Ich matka, Anna Epirska, przez Franków nazywana Agnieszką, wyszła za mąż za Mikołaja II St Omer, pana połowy Teb. Karol I nie miał jednak zamiaru oddawać księstwa w ręce Agnieszki i mianował swoich baliwów, którzy mieli tu rządzić w jego imieniu. Rządy namiestników Andegawenów były jednak niezbyt udane i księstwo zaczęło słabnąć a jego znaczenie malało.

## Schyłek
Baliwowie pochodzili z Europy Zachodniej, nie znali lokalnych uwarunkowań, często wchodzili w konflikt z miejscowymi zwyczajami, które dla achajskich łacinników były święte i nienaruszalne. Ponadto wielu z nich traktowało tę posadę tylko jako etap w karierze bądź możliwość szybkiego wzbogacenia się. Z tego tytułu często przekładali oni swój interes nad interes księstwa którym zarządzali. Poważnym problemem było także wymieranie łacińskich rodów i odpływ łacinników na Zachód. Nowi baronowie nie troszczyli się specjalnie o powierzone sobie ziemie i dążyli do jak najszybszego wzbogacenia się. Kolejnym problemem były postępy czynione przez Greków z Mistry, którzy krok po kroku dążyli do odzyskania Peloponezu. Nie do końca wiadomo co stało się z łacinnikami żyjącymi na zajętych przez Bizancjum terenach. Przykład Jana z Nivelet, barona Geraki, który złożył hołd cesarzowi i został przyjęty doń na służbę, sugeruje że ci którzy nie opuścili swoich ziem po bizantyjskiej rekonkwiście, zostali pozostawieni w spokoju, jeśli tylko uznali nową władzę. Z czasem zasymilowali się z Grekami o czym świadczą na przykład nazwiska spotykane do dzisiaj w tej części Grecji. Morea, po wygaśnięciu rodu z Villehardouin pozostała w rękach łacinników do XV wieku, kiedy to ponownie przeszła pod panowanie greckie.

## Władcy księstwa Achai
- 1205–1209: Wilhelm I z Champlitte
- 1209–1228: Gotfryd I Villehardouin
- 1228–1246: Gotfryd II Villehardouin
- 1246–1278: Wilhelm II Villehardouin
- 1278–1285: Karol I Andegaweński
- 1285–1289: Karol II Andegaweński
- 1289–1307: Izabela z Villehardouin
- 1289–1297: Florens z Hainaut
- 1301–1307: Filip Sabaudzki
- 1307–1313: Filip I z Tarentu
- 1313–1318: Matylda z Hainaut
- 1313–1316: Ludwik Burgundzki
- 1318–1322: Robert z Tarentu
- 1322–1333: Jan de Gravina
- 1333–1364: Robert z Tarentu
- 1364–1373: Filip II z Tarentu
- 1373–1381: Joanna
- 1381–1383: Jakub de Baux
- 1383–1386: Karol III
- 1396–1402: Piotr z St. Superan
- 1402–1404: Maria Zaccaria
- 1404–1430: Centurion II Zaccaria